# 서봉총 금관
서봉총 금관(瑞鳳塚 金冠)은 대한민국 경상북도 경주시에 있는 신라 무덤인 서봉총에서 출토된 금관이다. 1963년 1월 21일 대한민국의 보물 제339호로 지정되었다.
관테에 세 개의 나뭇가지모양 장식과 두 개의 사슴뿔모양 장식을 붙여 세운 관이다. 황남대총 북분이나 금관총에서 출토된 금관과 기본 형태는 같지만 안쪽에 길쭉한 금판을 십자형으로 교차시켜 모자모양을 만든 후, 그 꼭대기에 세 가닥의 나뭇가지모양과 나뭇가지 끝에 봉황 세 마리를 장식하였다. 관테에는 굵은고리에 길쭉한 사슬모양의 샛장식과 펜촉모양의 드림이 붙은 드리개가 달려 있다.

## 개요
서봉총금관(瑞鳳塚金冠)은 경주 노서동 신라 무덤인 서봉총에서 출토된 높이 30.7cm, 지름 18.4cm, 드리개(수식) 길이 24.7cm인 금관이다.
넓은 관 테 위에 5개의 가지를 세웠고, 상하에 점선으로 물결무늬를 찍고 나뭇잎 모양의 원판과 굽은 옥으로 장식했다. 관 테에 못으로 고정시켜서 세운 5개의 가지 중 중앙과 그 좌우의 3가지는 山자형 장식을 3단으로 연결하고, 가지 끝은 꽃봉오리 모양으로 마무리 했다. 이 가지 주위에는 2줄씩 점선을 찍어 금판이 휘지 않도록 했고, 나뭇잎 모양의 원판과 굽은 옥을 달았다. 山자형 장식의 좌우에는 끝이 꽃봉오리 모양으로 마무리 된 사슴뿔 장식을 세웠고, 이 곳에도 원판과 옥으로 장식했다.
내부의 골격은 2개의 금판대를 전후·좌우에서 관 테에 연결하여 반원을 그리면서 교차시켰고, 그 위에 3가닥이 난 나뭇가지를 붙이고 가지 끝에 새 모양을 하나씩 붙였다. 관 테 좌·우에 길게 굵은고리(태환식) 귀고리 드리개를 달아 늘어뜨렸다. 

## 같이 보기
- 서봉총

## 참고 자료
- 서봉총 금관 - 국가유산청 국가유산포털